# The Seldom Seen Kid (single)
The Seldom Seen Kid is een nummer van de Britse alternatieve rockband Elbow uit 2021. Het is de eerste single van hun negende studioalbum Flying Dream 1.

## Achtergrondinformatie
Het nummer draagt dezelfde titel als het succesvolle album uit 2008. Net als dat album, is het nummer een hommage aan de in 2006 plotseling overleden muzikant Bryan Glancy. Glancy kwam, net als de bandleden van Elbow, uit in Manchester en wist met zijn warme persoonlijkheid een stevige band op te bouwen met de lokale muziekscene. Ook de mannen van Elbow hadden een hechte relatie met Glancy, daarom eert de band hem vijftien jaar na diens overlijden nogmaals. In de tekst verbeeldt frontman Guy Garvey zich hoe zijn vrouw danst met Glancy.
Het nummer bereikte de Britse hitparades niet, en viel ook buiten de Nederlandse Top 40, de Vlaamse Ultratop 50 of hun Tipparades. Wel bereikte het de eerste positie in de Verrukkelijke 15 van NPO Radio 2.

## Tracklijst
Muziekdownload
1. "The Seldom Seen Kid" - 4:18